# ТВ-26 «Лемко»

Сотенний Ярослав Коцьолок («Крилач») приймає звіт 3-го рою 4-ї чоти.

26-й (Лемківський) Тактичний відтинок «Лемко» належав до Військової округи-6 «Сян», (Перемиська область і Лемківщина), групи УПА-Захід. Командир ТВ-26 — майор «Рен» (Мізерний Василь) (†24.08.1949)

## Структура
- 1-й лемківський курінь — курінний «Рен» (Мізерний Василь) (11.1945 — розпущений 1947) (†24.08.1949)
  - Відд. 94 «Ударники-1» — сотенний «Дідик» (Григорович Франц), сотенний «Бродич» (Гробельський Роман) (†8.02.1949)
  - Відд. 96 «Ударники-3» — сотенний «Бурий» (Масник Володимир), сотенний «Бір» (Василь Шишканинець) (†28.02.1948)
  - Відд. 95а «Ударники-5» — сотенний «Хрін» (Стебельський Степан)
  - Відд. 95б «Ударники-8» — сотенний «Стах», сотенний «Крилач» (Ярослав Коцьолок), сотенний «Стах»
- 2-й Перемиський курінь — курінний «Коник» (Михайло Гальо) (†7.01.1946), курінний «Байда» (Савченко Микола)
  - Відд. 95 «Ударники-2» — сотенний «Громенко» (Дуда Михайло), сотенний «Орський» (Дмитро Карванський) (†7.01.1946), сотенний «Громенко» (Дуда Михайло) (†7.07.1950)
  - Відд. 94а «Ударники-4» — сотенний «Бурлака» (Щигельський Володимир) (†7.04.1949)
  - Відд. 96а «Ударники-6» — сотенний «Барон», сотенний «Зруб», сотенний «Яр» (Кучер Михайло), сотенний «Крилач» (Ярослав Коцьолок) (†13.06.1947)
  - Відд. 94б «Ударники-7» — сотенний «Ластівка» (Григорій Янківський) (†5.06.1947)
  - Відд. ?? (без назви) — сот. «Ворон»

## Передісторія
Формування повстанських відділів на Перемищині та Лемківщині розпочалося у другій половині 1944 року, коли німецько-радянський фронт стрімко рухався у західному напрямку. Літом цього ж року у різних місцях краю, незалежно один від одного, почали організовуватися групи добровольців, які хотіли приєднатись до лав УПА. Такі збірки відбувалися біля Перемишля, у Ямні Горішній, Коростенко, Великому Висліку, Команчі тощо.

### Сотня «Бурлаки»
У червні 1944 року, коли німецько-радянський фронт зупинився на околицях Львова, Володимир Щигельський-«Бурлака» через свого заступника Івана Козьоринського отримав зв'язок з ОУН-Б. У розпорядженнях, ймовірно, від заступника проводу ОУН на Закерзонні, Василя Галаси-«Орлана» вказувалось не відступати з німцями, а відійти разом з поліційною станицею Медики, якою він командував, до Бандрівських лісів. Тоді ж, у червні 1944 року він особисто зустрівся з військовим референтом ОУН Яковом Чорнієм-«Ударником» та, дещо пізніше, з Василем Галасою.
25 червня 1944 року Володимир Щигельський разом зі своїми підлеглими та озброєнням вирушили у напрямку Устриків Долішніх та через Бандрівські ліси до Устриків Горішніх. За час маршу загін «Бурлаки», що налічувала 10 осіб, зросла, завдяки добровольцям, до кількості 100 осіб.

### Сотня «Лиса»
На 1 серпня 1944 року у Ямні Горішній була оголошена збірка добровольців. Напередодні сюди з сіл Трійця, Долішня, Арламова прибула група з близько 30 осіб. Приєднались до них також одна чота, яка раніше вже пройшла загальний вишкіл у Карпатах та підстаршинський у Чорному лісі в околицях Станіславова. Новостворена сотня нараховувала близько 180 осіб, серед яких також близько 10 дівчат — санітарів та розвідниць. Тимчасовим командиром сотні став командир під псевдо «Лис» (прізвище невідоме).
Відповідно до наказу, 2 серпня, сотня вирушила маршем на Лемківщину, де новобранці мали пройти військовий вишкіл. Маршрут пролягав через села Грозьова-Лімна-Ліщава Горішня-Копці-Кузьмина-Малий Борисів-Креців-Рогатинка-г. Дубрівка-Березки-Тирява Волоська-Станькова-Ракова-Пашова-Коринець-Ванькова-Руденки-м. Лісько-р. Сян-Вільхова-Бахлава-Середнє-Бережниця Нижня-Журденка-Загочів'я-Середнє Велике-Балигород.
У цей час в околицях Балигорода уже таборувалась велика група під командою Володимира Щигельського, під тимчасове командування якого підпорядкувалася сотня «Лиса».

### Сотні «Євгена» і «Біра»
У Вислоці Великому було сформовано новозорганізованою сотнею під командуванням «Євгена». У кінці липня 1944 року, після втечі з німецької тюрми у Кракові, до сотні також приєднався поручник Василь Мізерний-«Рен».
У липні 1944 року в околицях Команчі під керівництвом Василя Шишканця-«Біра» була організована група добровольців, до якої долучилися українські поліціанти з довколишніх станиць. Протягом маршу на схід до них долучились менші боївки ОУН.

### Формування Лемківського загону
У Жерниці Вижній відділ Володимира Щигельського зустрівся з Мирославом Онишкевичем-«Орестом», на той час заступником командира Військової Округи УПА «Буг». Він на особистій зустрічі з Щигельським закріпив за ним командування новосформованим відділом. Тоді ж Володимир Щигельський прибрав собі повстанське псевдо «Бурлака».
5 серпня 1944 року у селі Гучвиці сотня «Бурлаки» зійшлася з двома сотнями новобранців під командою «Лиса» та «Біра». Після цього Мирослав Онишкевич провів реорганізацію всіх відділів, зробивши з них три сотні по 70 вояків у кожній. Володимира Щигельського було призначено командиром куреня до складу якого входили його сотня, сотні «Біра» та «Пугача» (Володимира Качора).
Вже наступного дня новосформований курінь отримав завдання виконати акцію проти польських бойовиків у місті Балигород. Після її виконання відділ відступив до села Стежниця, біля якого відбувся бій повстанців із радянськими партизанами, в результаті якого упівці понесли перші втрати — 6 вбитих.
У селі Жерниця Вижня до куреня приєдналася група (близько 100 осіб) під командою окружного провідника Служби Безпеки «Лугового». Разом з ним прийшов, знайомий Щигельському з часів Карпатської Січі та Перемиської поліційної школи, Василь Мізерний-«Рен». 7 серпня було проведено нову реорганізацію відділів, з яких створено три сотні. «Бурлака» залишився командиром другої сотні, натомість командування куренем передано «Ренові».
Підшукував найбільш догідний для вишколу лісовий масив в околицях сіл Ступосани-Насічне, так зване Букове Бердо, і туди завів свої сотні. Вже в короткому часі командир Рен нав'язав контакт з командою Тактичного Відтинка УПА. Головна Команда УПА затвердила командира Рена на пості курінного та поручила йому перевести всі потрібні персональні зміни й вишколювання куреня.

#### Вишкіл на Буковому Берді
Зважаючи на те, що більшість новобранців не мала військового вишколу, було вирішено провести в Карпатах вишкілький табір. Місце для нього на полонині Букове Бердо (висота 1335 метрів) обрав сам Василь Мізерний. Обрано воно було дуже розумно з тактичного погляду, оскільки було важкодоступним і створювало чудові умови в разі ворожого нападу. У цьому місці 18 серпня 1944 року було закладено вишкільний табір, який пробув тут до 24 вересня.
Після того як курінь був підготовлений і став цілком сформованою боєздатною одиницею Василь Мізерний-«Рен» вислав представників до командування Дрогобицької Військової Округи УПА «Маківка», які повинні були отримати подальші інструкції. До складу делегації, поряд з курінним ад'ютантом Василем Шишканенцем-«Біром», увійшли сотенним «Бурлака», «Бульбою» (прізвище невідоме) та курінний лікар Модестом Ріпецьким-«Гориславом». Делегація прибула до штабу ВО, що дислокувався тоді в околицях Турки, 15 вересня 1944 року. Прийняв їх особисто командир ВО «Маківка» Іван Белейович-«Дзвінчук». Вислухавши повстанців, він передав «Рену» наказ переходити фронт, рухаючись у тил Червоної армії, уникаючи боїв з нею.
25 вересня 1944 року, Лемківський загін у кількості понад двох тисяч бійців, вирушив у Карпатський рейд на Станіславівщину.

## Формування Тактичного відтинку
Навесні 1945 року було створено підпільний Закерзонський Край ОУН, до якого увійшли всі українські етнічні землі Польщі. Він поділявся на три округи: 1-ша округа включала два надрайони «Холодний Яр» (Перемищина) та «Бескид» (Лемківщина), з останньої пізніше було виокремлено надрайон «Верховина» (Західну Лемківщину), 2-га округа з надрайоном «Батурин» (Ярославщина, Любачівщина і Грубешівщина) та 3-я округа з двома надрайонами «Левада» (Томашівщина й Холмщина) і «Лиман» (Підляшшя).
У цей самий час у межах Закерзонського Краю було відновлено 6-ту ВО «Сян» УПА, яка охоплювала територію усього Закерзоння. До його складу входило три Тактичні відтинки, а саме 26-й ТВ «Лемко», 27-й ТВ «Бастіон» і 28-й ТВ «Данилів» (виділений з колишньої Львівської ВО-2). З усіх трьох лише відтинок «Лемко» мав два курені: «Перемиський» і «Лемківський», результат поділу колишнього Лемківського загону, який під командою «Рена» перейшов фронт і був розділений на два курені, один з них Перемиський під невдалим командуванням «Євгена». Після повернення у терен з Карпатського рейду відділи обох куренів були демобілізовані і протягом 1945 року вони були відновлені й реформовані. Почот ТВ «Лемко» складався з командира, його заступника (командира Перемиського куреня), професійного кресляра, вишкільного старшини, писаря і канцелярійних сил.